# 柏原秀明
柏原 秀明（かしはら ひであき　1949年2月1日‐）は、日本の工学者、京都情報大学院大学教授。
技術士（総合技術監理部門、情報工学部門）、IPEA国際エンジニア、APECエンジニア、ITコーディネータなどの資格を持つ。担当科目は「プロジェクト管理技法」「生産システム工学特論」「プロジェクト管理技法」などである。

## 略歴
大阪府立大学大学院工学研究科修士課程修了（機械工学専攻）。
2010年、岡山大学大学院自然科学研究科博士後期課程修了（産業創成工学専攻）。工学博士。論文の題は「自律型印刷システムモデルにおける総利益最大化スケジューリングに関する研究 」。
元大日本スクリーン製造株式会社開発本部課長・事業開発部担当課長。元シーシーエス株式会社技術開発部長・光技術研究所LED研究開発部長。元関西情報技術士会会長。日本生産管理学会関西支部副支部長・理事。

## 主な研究論文
- 柏原秀明，宮崎茂次："自律型製造装置による生産効率化の一提案"，日本生産管理学会 第24回全国大会，pp.181-184. 2006年9月10日[6]
- 藤原正樹，柏原秀明，津田博，成岡秀夫，宗平順巳，杉村麻記子，若松敏幸："中小企業における情報化成熟度モデルの提言"，日本情報経営学会，第51回全国大会, 2006年11月[6]
- 柏原秀明，宮崎茂次："自律型製造装置による生産効率化の一提案（第2報）"，日本生産管理学会 第25回全国大会, pp.43-46, 2007年3月18日[6]
- 柏原秀明，宮崎茂次："自律型製造装置モデルによる利益最大化を考慮した生産効率化の一提案（第3報）"，日本生産管理学会 第26回全国大会，pp.127-130, 2007年9月16日[6]
- J.L.Diaz-Herrera, H.Kashihara, M.Makabenta-Ikeda, T.Nakaguchi : "The Japanese Software Puzzle Revisited", Japan(Nippon) Association for Information Systems, pp.18-23, Vol.3, (2008)　 Corpus ID:9473054
- 柏原秀明，宮崎茂次："オンデマンド印刷装置モデルにおける総利益最大化バックワードスケジューリング自律型製造装置モデルによる利益最大化を考慮した生産効率化の一提案（第4報）"，日本生産管理学会 第28回全国大会，pp.278-281, 2008年9月14日[7]
- Hideaki Kashihara, Shigeji Miyazaki,　"IMPROVING PRODUCTION EFFICIENCY WITH TOTAL PROFIT MAXIMIZATION USING AN AUTONOMOUS EQUIPMENT MODEL" Proceedings of the Ninth International Conference on Industrial Management, pp.227-233, Sep.16-18, 2008
- 柏原秀明，宮崎茂次："総利益最大化バックワードスケジューリングの高速化アルゴリズム（第5報）- 自律型製造装置モデルによる利益最大化を考慮した生産効率化の一提案 -"，日本生産管理学会 第29回全国大会，pp.121-124, 2009年3月15日[6]
- 柏原秀明，宮崎茂次："JIT生産方式に基づく複数の自律型製造装置モデルによる総利益最大化スケジューリング-自律型製造装置モデルによる利益最大化を考慮した生産効率化の一提案-" スケジューリング学会　スケジューリング・シンポジウム2009講演会，pp.229-234, 2009年9月18日[6]
- 柏原秀明，宮崎茂次："自律型製造装置モデルによる総利益最大化バックワード・フォワード・スケジューリング"，日本生産管理学会論文誌Vol.16, No.2, 2010.3 NAID:40017132682

## 著書
- 電波新聞社，”エキスパートシステム入門”，共著，1989年 10月　ISBN 4885542219
- 財団法人大阪科学技術センター，”オープンシステム指向のCIM構築法”共著，1993年10月
- 財団法人大阪科学技術センター，”CIMにおける実践的データベースシステム構築法”共著，1994年10月
- ”生産マネージメント，その機能と発展”，共著,世界思想社，2007.7 ISBN 9784790712633